# سندر وندسن
سندر وندسن (نروژی: Sander Svendsen؛ زادهٔ ۶ اوت ۱۹۹۷) یک بازیکن فوتبال اهل نروژ است که در پست مهاجم برای باشگاه فوتبال مولده در لیگ برتر فوتبال نروژ بازی می‌کند.

## افتخارات

### باشگاهی
مولده
- لیگ برتر فوتبال نروژ: ۱
  - ۲۰۱۴